# Sedum smallii
Sedum smallii là một loài thực vật có hoa trong họ Crassulaceae. Loài này được (Britton) H.E.Ahles miêu tả khoa học đầu tiên năm 1964.